# Benediktas
Benediktas ist ein litauischer männlicher Vorname (abgeleitet von Benedikt).

## Personen
- Benediktas Juodka (* 1943), Biochemiker und Politiker, Rektor und Professor
- Benediktas Mickus (* 1997), litauischer Sprinter und Mittelstreckenläufer
- Benediktas Petrauskas (* 1955), Politiker,  Bürgermeister von Klaipėda
- Benediktas Vilmantas Rupeika (* 1944),  Journalist und Politiker, Mitglied des Seimas